# Christoph Reigber
Christoph Reigber (* 8. Juli 1939 in Breslau) ist ein deutscher Geodät und Professor i. R. am Institut für Geowissenschaften der Universität Potsdam.

## Werdegang
Reigber absolvierte im Zeitraum 1960 bis 1965 ein Studium der Geodäsie an der TU München. 1969 wurde er mit einer Arbeit zum Thema Bestimmung des Gravitationsfeldes der Erde aus Satellitenbeobachtungen am Institut für Astronomische und Physikalische Geodäsie (IAPG) der TU München promoviert. 1970 kam Reigber zum Sonderforschungsbereich „Satellitengeodäsie“ (SFB 78) der TU München. Er habilitierte sich 1974 und war bis 1986 lehrend als Privatdozent für das Fachgebiet Astronomische und Physikalische Geodäsie an der TU München und als Projektleiter im DFG SFB Satellitengeodäsie tätig. 1980 ging Reigber als Direktor der Abteilung Theoretische Geodäsie an das Deutsche Geodätische Forschungsinstituts (DGFI) an der Bayerischen Akademie der Wissenschaften in München. 1982 wurde er zum apl. Professor der TU München ernannt. 1992 erhielt Reigber den Ruf als Direktor des Departments Geodäsie und Fernerkundung am GeoForschungsZentrum Potsdam (GFZ) und wurde 1993 zum C4-Professor am Institut für Geowissenschaften der Universität Potsdam ernannt. In der Zeit von 2004 bis Ende 2008 war er deutscher Ko-Direktor des Zentralasiatischen Instituts für Angewandte Geowissenschaften (ZAIAG) in Bischkek/Kirgisien.

## Wirken
Zentrale Themen seiner wissenschaftlichen Arbeiten sind die Bestimmung des globalen Schwerefeldes mithilfe von Satelliten, das Studium der Geodynamik und die Definition und Entwicklung geodätischer/geophysikalischer Satellitenmissionen. Reigber war Projektleiter mehrerer geowissenschaftlicher Großprojekte – der Laser-Satelliten-Mission GFZ-1 (1994–2000), des Präzisionspositionierungssystems PRARE auf den Satelliten Meteor 7.3 (1994–1995) und ERS-2 (1995–2005), der Schwere- und Magnetfeldmission CHAMP (1994–2005) und von 1997 bis 2009 als Co-Investigator der US-deutschen GRACE-Mission maßgeblich an deren Realisierung und Nutzung beteiligt. Reigber war in einer Vielzahl von nationalen und internationalen Ausschüssen, Gremien und Diensten der Geowissenschaften tätig. So leitete er u. a. die Kommission für die Internationale Koordination von Raumfahrttechniken für die Geodäsie und Geodynamik der IAG (Internationale Assoziation der Geodäsie) und war Vorsitzender des Leitungsgremiums des International GNSS (Global Navigation Satellite Systems) Service IGS und des Führungsgremiums des International Earth Rotation and Reference Systems Service IE RS.

## Mitgliedschaften und Ehrungen
Reigber wurde 2002 als korrespondierendes Mitglied in die Bayerische Akademie der Wissenschaften gewählt, und 2014 zum Mitglied in der Academia Europaea. 1985 erhielt er den Alexander-von-Humboldt-Preis für die wissenschaftliche Zusammenarbeit zwischen Deutschland und Frankreich. Ihm wurde 1998 die Ehrendoktorwürde der Rheinischen Friedrich-Wilhelms-Universität Bonn verliehen.
Für seine Verdienste in den Geowissenschaften und der Raumfahrt erhielt Reigber eine Reihe nationaler und internationaler Auszeichnungen, darunter: 2002 die Vening Meinesz Medaille der European Geophysical Society (EGS), 2003 die Werner-von-Braun-Ehrung der Deutschen Gesellschaft für Luft- und Raumfahrt (DGLR), 2010 den Grand Prix der Academie de l`Air et de l`Èspace, 2018 die William Nordberg Medaille des Committee on Space Research (COSPAR) und 2019 die Levallois-Medaille der IAG (Internationale Assoziation der Geodäsie).